# Pelecopsis bicornuta
Pelecopsis bicornuta là một loài nhện trong họ Linyphiidae.
Loài này thuộc chi Pelecopsis. Pelecopsis bicornuta được miêu tả năm 1980 bởi Hillyard.